# Parafia Najświętszej Maryi Panny Zwycięskiej w Dąbrowie Górniczej
Parafia Najświętszej Maryi Panny Zwycięskiej w Dąbrowie Górniczej – rzymskokatolicka parafia położona w dekanacie dąbrowskim – św. Antoniego z Padwy, diecezji sosnowieckiej, metropolii częstochowskiej w Polsce, erygowana w 1983 roku.

## Zasięg parafii
Ulice: Brzozowa, Bukowa, Jasna, Klonowa, Kostury, Łęknice, Parkowa, Podłęknicka (numery parzyste), Topolowa, Wczasowa, Wesoła, Zakładowa, Zuchów.